# Burlington, Ontario
Burlington este un oraș situat pe malul de nord al lacului Ontario la 50 km sud-vest de Toronto și 10 km nord-vest de Hamilton, Ontario. Orașul ocupă o suprafață de 185,74 km², în anul 2006 avea 164.415 loc. Burlington a luat naștere în anul 1873 prin unirea localităților Wellington Square și Port Nelson. În 1914 este declarat oraș, portul lui este folosit numai de ambarcațiuni sportive. Orașul este situat într-o regiune economică importantă a Canadei, numită "Golden Horseshoe" (Potcoava de Aur), Burlington fiind un centru comercial, cultural și turistic. Aici se poate vizita: 
- Grădina botanică "Royal Botanical Gardens", ea fiind cea mai mare din Canada.
- Exponate artistice canadiene, printre care se află o colecție de ceramică.

## Personalități marcante
- Gaye Stewart, hocheist canadian